# 1980年のラジオ (日本)
1980年のラジオ (日本)では、1980年の日本のラジオ番組、その他ラジオ界の動向について記す。

## 主なその他ラジオ関連の出来事
- 3月31日 - NHK-FM放送、秋田・盛岡・長野・静岡・松江の各局に、全国番組のステレオ放送用のPCMデジタル回線が導入・運用開始。これに伴い、これらの各局で今まで全国番組のステレオ放送の際に行っていた放送波中継を廃止する[1]。

## 特別番組

### 1月放送
- 1日 - 新春ウルトラ歌謡スペシャル100大スター、10時間昭和歌謡大全集（ニッポン放送）

### 3月放送
- 14日 - 春てす、ラジオです（南海放送）

### 8月放送
- 10日 - 拓郎105分（NHK-FM放送）

### 11月放送
- 23日 - 共に笑顔で労働の日（文化放送）
- 24日 - ホリディ・スペシャル 去りゆくスーパースターたち（文化放送）

## 開始番組

### 1980年3月放送開始
ラジオたんぱ
- 31日 - 中学生実力養成講座

### 1980年4月放送開始
NHKラジオ第1放送
- 9日 - あの時わたしは

NHK-FM放送
- 12日 - 夜のスクリーンミュージック
- 13日 
  - ゴールデンジャズフラッシュ
  - 夜の停車駅[2]

東北放送
- 開始日不明 - サンデーテレフォンリクエスト[2]

東京放送
- 開始日不明
  - お昼のニューススタジオ
  - 早起き名人会
  - サンデー・ビッグ・スペシャル

文化放送
- 7日
  - よもやま演芸館
  - 青春キャンパス[2][3]
- 開始日不明
  - 因幡晃 やさしさの追求
  - 財津和夫のマイハッピーレディ

ニッポン放送
- 1日 - 坂崎幸之助のオールナイトニッポン[2]
- 6日 - 山口百恵 夢のあとさき[4]
- 7日 - ランナウェイ!サウンドレポート
- 12日 - 所ジョージの足かけ二日大進撃[2]

静岡放送
- 開始日不明 - ラジオ夕刊

朝日放送
- 開始日不明 - お昼ですABC! 一本勝負[2]

ラジオ大阪
- 7日
  - 尾崎千秋のハッピーモーニング
  - JAM JAM OSAKA[2]

中国放送
- 開始日不明 - あっちゃんのミッドナイト広島[2]

九州朝日放送
- 開始日不明 - 長谷川ひろし おはよう7[2]

琉球放送
- 開始日不明 - RBCおはようジャーナル[3]

ラジオ沖縄
- 開始日不明 - 朝はさわやか 工藤幸男のおはようおきなわ

エフエム東京
- 開始日不明 
  - ミュージック・ラボラトリー
  - USA LOVE MIRAGE アメリカ音楽地図[2]
  - サウンド・コネクション

ラジオたんぱ
- 1日 - ニュース・オールナイト[2][3]

### 1980年7月放送開始
四国放送
- 6日 - あんたがたいしょう

エフエム東京
- 光と風のアラベスク

### 1980年9月放送開始
ニッポン放送
- 1日 - 丸さんのお早よう6時です

### 1980年10月放送開始
NHKラジオ第1放送
- 連続ラジオコメディー「先生・人生・一年生」

東京放送
- 6日 - うきうきワイド こんにちワ神谷明です[3]
- 12日 - 牟田悌三・あなたのための税金相談
- 開始日不明 
  - チャレンジワイド
  - 三菱ドライビングジョッキー
  - 服部良一アワー
  - スターは語る、わがふるさと
  - にっぽん診断・NISSANなるほどステーション

文化放送
- 6日
  - 小林克也のおはようマイラジオ[3]
  - ザ・マンザイクイズ[5][3]
  - 吉田照美のてるてるワイド[5][3]
  - チャレンジ名作ライブラリー
- 11日 - 明治製菓提供ザ・ビートルズ
- 開始日不明 
  - マッチとデート
  - べーやんのスポーツわいわい

ニッポン放送
- 4日
  - コロムビア・トップのほがらか歌謡曲
  - 梨元勝のオール電話リクエスト
- 6日 - だんとつタモリ おもしろ大放送!
- 開始日不明 
  - ザ・リクエストパレード[5]
  - ギンギンギラギラ、ギャグどんぶり
  - ワールド・ワイド・ラジオ

ラジオ関東
- 7日 - はい朝刊![3]

中部日本放送
- 6日 - 多田しげおのそれ行け!にっこりワイド[5]

朝日放送
- 開始日不明 - 安達治彦のメモリーズ・オブ・ユー

毎日放送
- 8日 - ラジオマガジン

ラジオ大阪
- 開始日不明
  - 浜村淳の何が何でも[3]
  - 水本貴士のおおさか午後4時

### 開始日不明
ラジオ関東
- オールスタースペシャル[4]

## 終了番組

### 1980年4月放送終了
毎日放送
- 1日 - グアムグアムリクエスト

### 1980年9月放送終了
ニッポン放送
- 27日 - 野末陳平のオール電話リクエスト

### 1980年12月放送終了
ニッポン放送
- 30日 - あおい君と佐藤クン

## 番組名改題
- 5月24日 - ロッテヤンスタNo1（ニッポン放送、『ロッテ 集まれ!ヤンヤン 熱気でムンムン!』より）

## 再開番組
- 5月26日 - 村上正行のお早よう6時です（ニッポン放送）※同年8月29日に終了